# Talbot Horizon

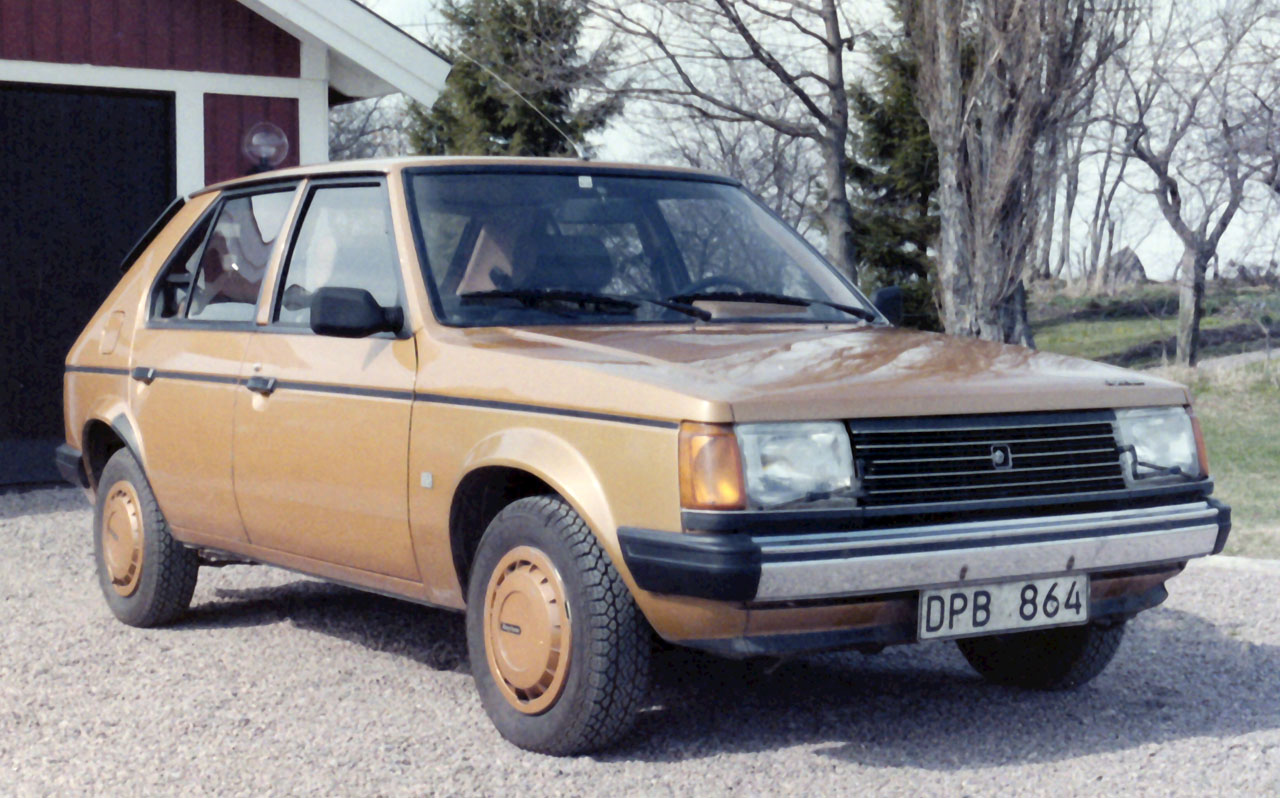
Simca Chrysler Horizon GLS 1979

De Talbot Horizon was een compacte auto, ontwikkeld door Chrysler Europe. De Horizon werd (als Chrysler-Simca Horizon) verkozen tot "Auto van het Jaar 1979" en is in Europa verkocht tussen 1978 en 1987 onder de merknamen Chrysler-Simca en Talbot. Varianten van de Horizon werden nog tot 1990 geproduceerd en verkocht in de Verenigde Staten en Canada als Dodge Omni en Plymouth Horizon.

## Geschiedenis
De Horizon werd ontwikkeld door Chrysler Europe onder de codenaam C2. Het ontwerp was van Roy Axe van de Engelse designstudio Whitley en de technische ontwikkeling werd gedaan in Poissy in Frankrijk door Simca ter vervanging van de verouderde Simca 1100. De introductie van de Horizon vond plaats in de zomer van 1978. In Frankrijk werd de Horizon in eerste instantie als Simca verkocht, in de rest van Europa als Chrysler. Nadat PSA in 1978 Chrysler Europe had gekocht, werden de merknamen Simca en Chrysler in heel Europa vervangen door Talbot.

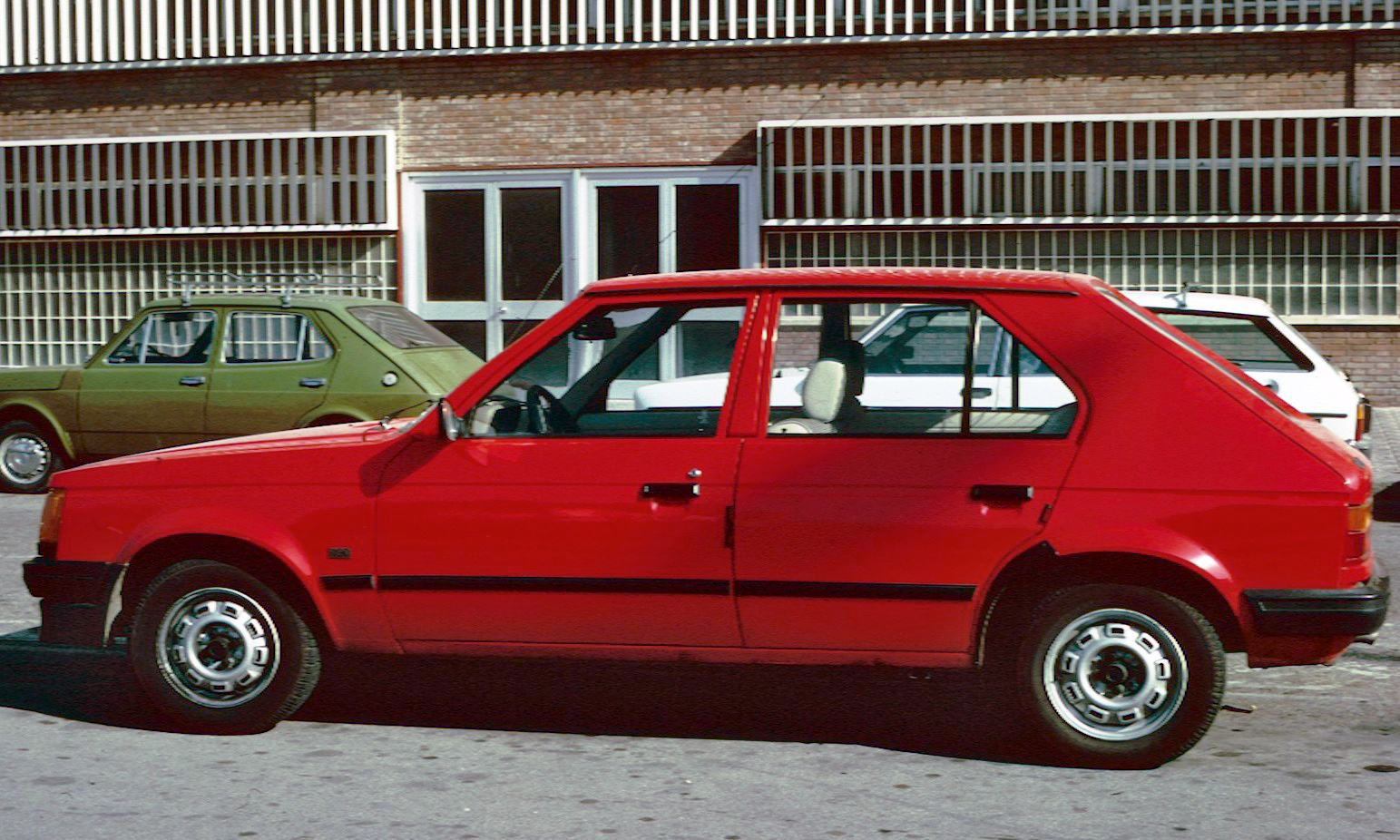
Talbot Horizon in profiel

De Horizon was bedoeld als een zogeheten "wereldauto" voor zowel de Verenigde Staten als Europa maar de Europese en Amerikaanse versies bleken uiteindelijk toch weinig gemeen te hebben. Omdat de Horizon vooral bedoeld was als vervanging van de Simca 1100 uit Frankrijk, was het in feite een verkorte variant van de Simca 1307. De introductie van de Horizon betekende het einde van de Simca 1000; de Simca 1100 bleef als goedkoop alternatief nog in productie tot in 1981 de Talbot Samba werd geïntroduceerd.
De Horizon werd geproduceerd in Frankrijk, Groot-Brittannië, Spanje en Finland. In 1985 werd als opvolger van de Horizon de Talbot Arizona voorgesteld. De Talbot Arizona kwam in 1985 als Peugeot 309 op de markt. De productie van de Horizon eindigde begin 1987, waarmee ook een einde kwam aan de merknaam Talbot.